# Prosecco di Conegliano Valdobbiadene
Le Prosecco di Conegliano - Valdobbiadene  est un vignoble italien, produit dans la région Vénétie, doté d'une appellation DOC depuis le 2 avril 1969. Seuls ont droit à la DOC les vins récoltés à l'intérieur de l'aire de production définie par le décret.
Voir aussi les articles  Prosecco di Conegliano frizzante, Prosecco di Conegliano spumante,  Prosecco di Valdobbiadene superiore di Cartizze, Prosecco di Valdobbiadene superiore di Cartizze frizzante et Prosecco di Valdobbiadene superiore di Cartizze spumante. 

## Aire de production
Les vignobles autorisés se situent rive gauche du Piave en province de Trévise dans les communes de Cison di Valmarino, Colle Umberto, Conegliano, Farra di Soligo, Follina, Miane, Pieve di Soligo, Refrontolo, San Pietro di Feletto, San Vendemiano, Susegana, Tarzo, Valdobbiadene, Vidor et Vittorio Veneto.  Le vignoble est connu pour ses vins mousseux et il se recoupe avec la zone de production des Colli di Conegliano.

## Caractéristiques organoleptiques
- couleur : jaune paille plus ou moins intense.
- odeur : vineux, agréablement parfumé, caractéristique, en version doux très fruité
- saveur : agréablement amer (amorognolo), existe en version sec ou doux

Le Prosecco di Conegliano - Valdobbiadene se déguste à une température de 7 à 9 °C et se gardera 1 à 2 ans.

## Association de plats conseillée
- À l'apéritif
- En cocktail avec du Campari : le Spritz

## Production
Province, saison, volume en hectolitres :'
- Trévise (1990/91) : 178 464,27
- Trévise (1991/92) : 198 087,86
- Trévise (1992/93) : 204 357,25
- Trévise (1993/94) : 209 043,07
- Trévise (1994/95) : 223 415,68
- Trévise (1995/96) : 225 134,0
- Trévise (1996/97) : 236 451,17